# Jahshaun Anglin
Jahshaun Anglin (* 6. Mai 2001 in Kingston) ist ein jamaikanischer Fußballspieler.

## Karriere

### Verein
Jahshaun Anglin erlernte das Fußballspielen in der Jugendmannschaft vom Rae Town FC. Seinen ersten Vertrag unterschrieb er am 1. Juli 2019 beim Harbour View FC. Der Verein aus Kingston spielte in der höchsten jamaikanischen Liga, der National Premier League. Sein Erstligadebüt in der National Premier League gab er am 29. September 2019 im Auswärtsspiel gegen den Vere United FC. Hier wurde er in der 58. Minute für Mark Alves eingewechselt. Das Spiel endete 1:1 unentschieden. Für Harbour View absolvierte er 20 Erstligaspiele. Am 29. Januar 2021 wechselte er in die Vereinigten Staaten, wo er sich dem Miami FC anschloss. Das Franchise aus Miami, Florida, spielt in der zweiten Liga, der USL Championship. Sein Debüt in der USLC gab er am 3. Mai 2021 im Heimspiel gegen Loudoun United. Hier wurde er in der 80. Minute für den Italiener Luca Antonelli eingewechselt.

### Nationalmannschaft
Jahshaun Anglin spielt seit 2020 in der Nationalmannschaft von Jamaika. Sein Länderspieldebüt gab er am 12. März 2020 in einem Freundschaftsspiel gegen Bermuda. Hier wurde er in der 58. Minute für Peter-Lee Vassell eingewechselt.